# 全纯函数演算
在数学中，全纯函数演算（holomorphic functional calculus）是全纯函数的一种函数演算。也就是说其目标在于，对于给定的一个全纯函数 {\displaystyle f} 和一个算子 {\displaystyle T} ，希望构造一个对应的算子 {\displaystyle f(T)} ，使得 {\displaystyle f} 的定义域从复数推广到算子。更准确地说，函数演算根据 {\displaystyle f} 来定义 {\displaystyle T} 的谱的邻域到有界算子的连续代数同态。
本文将讨论 {\displaystyle T} 是某个巴拿赫空间上的有界线性算子的情况。特别地， {\displaystyle T} 可以是复数所构成的方阵，这类例子有助于解释定义函数演算的一般性构造时所涉及的假设，提供一些启发性的见解。

## 动机

### 为何需要更一般的函数演算
在本节中，假定 {\displaystyle T} 是一个 {\displaystyle n\times n} 的复数矩阵。
如果给定的函数 {\displaystyle f} 是一些特别的函数，那么就有一些自然的方式来定义 {\displaystyle f(T)} 。例如，如果
{\displaystyle p(z)=\sum _{i=0}^{m}a_{i}z^{i}}
是一个复多项式，那么可以简单地用 {\displaystyle T} 代替 {\displaystyle z} 并定义
{\displaystyle p(T)=\sum _{i=0}^{m}a_{i}T^{i}}
其中 {\displaystyle T^{0}=I} ，即单位矩阵。这就是多项式函数演算。它是从多项式环到 {\displaystyle n\times n} 矩阵环的同态 {\displaystyle p\mapsto p(T)}。
现在把函数演算的定义域从多项式稍微扩大一点，考虑处处全纯的函数（整函数） {\displaystyle f:C\to C} ，它具有麦克劳林级数
{\displaystyle f(z)=\sum _{i=0}^{\infty }a_{i}z^{i},}
模仿多项式的情况即可给出如下定义：
{\displaystyle f(T)=\sum _{i=0}^{\infty }a_{i}T^{i}.}
由于麦克劳林级数处处收敛，因此上述级数将在选定的算子范数中收敛。矩阵指数就是一个例子。将 {\displaystyle f(z)=e^{z}} 的麦克劳林级数中的 {\displaystyle z} 替换为 {\displaystyle T} 得出
{\displaystyle f(T)=e^{T}=I+T+{\frac {T^{2}}{2!}}+{\frac {T^{3}}{3!}}+\cdots .}
「 {\displaystyle f} 的麦克劳林级数处处收敛」这一要求是可以一定程度上放宽的。从上面可以明显看出，实际上只需要麦克劳林级数的收敛半径大于该算子的范数 {\displaystyle \|T\|} 。可如此定义算子版本的函数 {\displaystyle f} 因此会更多。然而，这还不太令人满意。例如，矩阵理论中的一个事实是，每个非奇异的 {\displaystyle T} 都有一个对数 {\displaystyle S} ——也就是说能找到矩阵 {\displaystyle S} 使得 {\displaystyle e^{S}=T} 。希望有一种函数演算，它允许人们为任意非奇异的 {\displaystyle T} 定义 {\displaystyle \ln(T)} ，使其与熟悉的 {\displaystyle S} 一致。幂级数做不到这一点，比如现在考虑如下的对数函数的幂级数展开
{\displaystyle \ln(z+1)=z-{\frac {z^{2}}{2}}+{\frac {z^{3}}{3}}-\cdots ,}
它仅收敛于开单位圆盘上。如果在级数中用 {\displaystyle T} 代替 {\displaystyle z} ，在 {\displaystyle T+I} 可逆但 {\displaystyle \|T\|\geq 1} 的情况下 {\displaystyle \ln(T+I)} 仍无法被该级数定义。因此需要一种更通用的函数演算。

### 函数演算和谱
希望 {\displaystyle f(T)} 有意义的必要条件是 {\displaystyle f} 被定义在 {\displaystyle T} 的谱上。例如，正规矩阵的谱定理指出正规矩阵都是可酉对角化的。从而当 {\displaystyle T} 是正规算子时，可以给出 {\displaystyle f(T)} 的一个定义。如果对于 {\displaystyle T} 的某些本征值 {\displaystyle \lambda } ，{\displaystyle f(\lambda )} 没有定义， {\displaystyle f(T)} 的定义就会遇到困难。
其他迹象也强化了「只有当 {\displaystyle f} 在 {\displaystyle T} 的谱上有定义时， {\displaystyle f(T)} 才能被定义」这样的判断。如果 {\displaystyle T} 不可逆，则 0 将是其本征值（别忘了在本节中 {\displaystyle T} 是方阵）。由于自然对数在 0 处未定义，那么 {\displaystyle \ln(T)} 无法自然地定义也是意料之中的了。事实也确实如此不存在一种定义来做到这一点。
再举个例子，对于
{\displaystyle f(z)={\frac {1}{(z-2)(z-5)}}}
一种计算 {\displaystyle f(T)} 的合理方法似乎是
{\displaystyle f(T)=(T-2I)^{-1}(T-5I)^{-1}.\,}
但是，如果右侧的逆不存在，即 2 或 5 是 {\displaystyle T} 的本征值时，此式则是未定义的。
对于给定的矩阵 {\displaystyle T} ，其本征值决定了 {\displaystyle f(T)} 可被定义的程度；即，对于 {\displaystyle T} 的所有本征值 {\displaystyle \lambda } ， {\displaystyle f(\lambda )} 都须有定义。对于一般的有界算子，此条件转化为「 {\displaystyle f} 须在 {\displaystyle T} 的谱上有定义」。可以证明这个条件使得函数演算映射（指的是前文提及的代数同态）得以具有某些理想的属性。

## 有界算子的函数演算

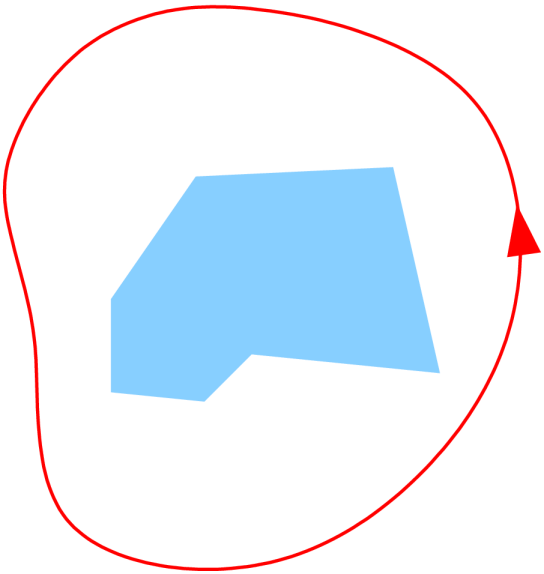
谱 σ(T) 为浅蓝色，路径 γ 为红色。

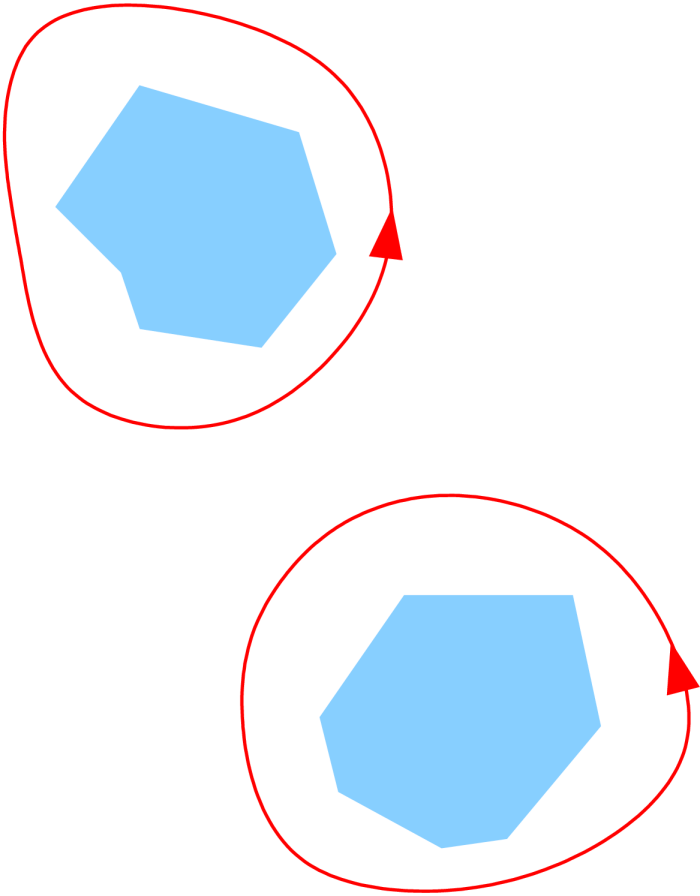
当谱有多个连通分量和对应的路径 γ 时的情况。

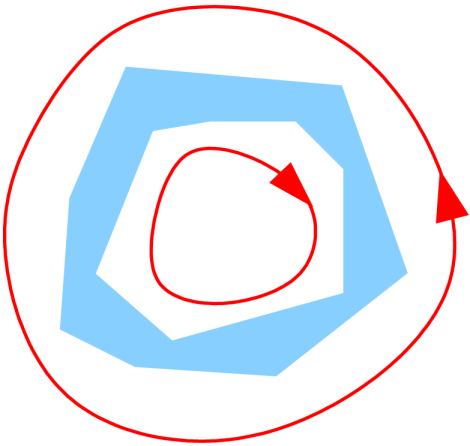
当谱不是单连通时的情况。

设 {\displaystyle X} 为复巴拿赫空间， {\displaystyle L(X)} 是 {\displaystyle X} 上的有界算子族（这些算子也构成一个巴拿赫空间）。
回忆一下复分析中的柯西积分公式。令 {\displaystyle f:\mathbb {C} \to \mathbb {C} } 在某个开集 {\displaystyle D\subset \mathbb {C} } 上全纯，而 {\displaystyle \Gamma } 是 {\displaystyle D} 中的可求长的若尔当曲线，即有限长度的无自交的闭曲线。假定位于 {\displaystyle \Gamma } 内部的点（即，使得 {\displaystyle \Gamma } 关于 {\displaystyle z} 的卷绕数为 1 的点）的集合 {\displaystyle U} 满足 {\displaystyle U\subset D} 。柯西积分公式即
{\displaystyle \forall z\in U,\quad f(z)={\frac {1}{2\pi i}}\int \nolimits _{\Gamma }{\frac {f(\zeta )}{\zeta -z}}\,d\zeta .}
现在试着将这个公式推广到在 {\displaystyle L(X)} 中取值的函数。柯西积分公式暗示了以下定义（姑且只是形式上写下这个式子，没有严格定义）：
{\displaystyle f(T)={\frac {1}{2\pi i}}\int _{\Gamma }{\frac {f(\zeta )}{\zeta -T}}\,d\zeta ,}
其中 {\displaystyle (\zeta -T)^{-1}} 称为是 {\displaystyle T} 在 {\displaystyle \zeta } 处的预解算子。
假设已适当定义了在巴拿赫空间内取值的积分，则如此给出的函数演算蕴含了以下必要条件：
1. 由于标量版本的柯西积分公式的适用对象是全纯的 {\displaystyle f} ，料想巴拿赫空间情况也是如此：在巴拿赫空间 {\displaystyle L(X)} 中取值的函数应该有一个对标于普通复变函数的全纯性的概念。
2. 由于预解映射 {\displaystyle \zeta \mapsto (\zeta -T)^{-1}} 在 {\displaystyle T} 的谱 {\displaystyle \sigma (T)} 上无定义，因此若尔当曲线 {\displaystyle \Gamma } 应是与 {\displaystyle \sigma (T)} 不相交的。而预解映射在 {\displaystyle \sigma (T)} 的补集上是全纯的。那么，为了得到一个非平凡的函数演算 {\displaystyle \Gamma } 必须包围着（至少一部分）的 {\displaystyle \sigma (T)} 。
3. 上述积分式的结果须独立于 {\displaystyle \Gamma } 的选择。

函数演算的完整定义如下： 对于{\displaystyle T\in L(X)} ，定义
{\displaystyle f(T)={\frac {1}{2\pi i}}\int \nolimits _{\Gamma }{\frac {f(\zeta )}{\zeta -T}}\,d\zeta ,}
其中 {\displaystyle f} 是在开集 {\displaystyle D\subset \mathbb {C} } 上定义的全纯函数，且谱集 {\displaystyle \sigma (T)\subset D} ；{\displaystyle \Gamma =\{\gamma _{1},\dots ,\gamma _{m}\}} 是 {\displaystyle D} 中这样的一系列不相交若尔当曲线的集合，其是一个“内部”集合 {\displaystyle U\supset \sigma (T)} 的边界，并且每个作为边界 {\displaystyle \gamma _{i}} 的都是定向了的（参见曲线的定向和可定向性）。
开集 {\displaystyle D} 可以随 {\displaystyle f} 变化，也不必是连通或单连通的，如右图所示。
接下来的小节将对定义中所涉及的一些概念进行更精确的说明，并展现 {\displaystyle f(T)} 在给定假定下确实是良定义的。

### 巴拿赫空间值积分
对于定义于 {\displaystyle \Gamma } 的开邻域上并在以 {\displaystyle L(X)} 为到达域的连续函数 {\displaystyle g} ，围道积分 {\displaystyle \int _{\Gamma }g} 的定义方式与标量值函数情况相同。可以用一个实数的区间 {\displaystyle [a,b]} 来参数化每个 {\displaystyle \gamma _{i}\in \Gamma } ，并且积分是从 {\displaystyle [a,b]} 的越来越精细的划分中所获得的黎曼和的极限，而黎曼和在一致算子拓扑中收敛。从而可以定义
{\displaystyle \int _{\Gamma }g=\sum \nolimits _{i}\int _{\gamma _{i}}g.}
在函数演算的定义中，假定了 {\displaystyle f} 在 {\displaystyle \Gamma } 的开邻域内全纯。下面将证明解析映射在所谓预解集上是全纯的，而使得积分
{\displaystyle {\frac {1}{2\pi i}}\int _{\Gamma }{\frac {f(\zeta )}{\zeta -T}}\,d\zeta }
有意义。

### 预解映射
映射 {\displaystyle \zeta \mapsto (\zeta -T)^{-1}} 称为 {\displaystyle T} 的预解映射。它定义在谱 {\displaystyle \sigma (T)} 的补集上，称为 {\displaystyle T} 的预解集，记作 {\displaystyle \rho (T)} ，其中的元素称为常点（regular point）。
经典函数理论的许多结论都依赖于积分
{\displaystyle {\frac {1}{2\pi i}}\int _{\Gamma }{\frac {d\zeta }{\zeta -z}}}
的性质。
全纯函数演算在这方面也有些相似：对于一个好的函数演算的性质而言，预解映射是至关重要的。本小节概述为讨论此话题所必需的一些预解映射的性质。

#### 第一预解方程
直接计算可知，对于 {\displaystyle z_{1},z_{2}\in \rho (T)} ，有
{\displaystyle (z_{1}-T)^{-1}-(z_{2}-T)^{-1}=(z_{1}-T)^{-1}(z_{2}-z_{1})(z_{2}-T)^{-1}.\,}
于是，
{\displaystyle (z_{1}-T)^{-1}(z_{2}-T)^{-1}={\frac {(z_{1}-T)^{-1}-(z_{2}-T)^{-1}}{(z_{2}-z_{1})}}.}
这个方程称为第一预解方程。该公式显示 {\displaystyle (z_{1}-T)^{-1}} 和 {\displaystyle (z_{2}-T)^{-1}} 是对易的，这暗示了一个算子 {\displaystyle T} 所给出的全纯函数演算映射的到达域将是一个交换代数。考虑 {\displaystyle z_{2}\to z_{1}} 的极限，可以看出预解映射在任意 {\displaystyle z_{1}\in \rho (T)} 处是（复）可微的；因此全纯函数演算表达式中的积分收敛于 {\displaystyle L(X)} 。

#### 解析性
关于预解映射，还能有比可微性更强的论断：预解集 {\displaystyle \rho (T)} 实际上是这样一个开集，其上的预解映射都解析。为验证这一说法，考虑预解集中一点 {\displaystyle z_{1}\in \rho (T)} ，并观察下面这个式子
{\displaystyle {\frac {1}{z_{2}-z}}={\frac {1}{z_{1}-z}}\cdot {\frac {1}{1-{\frac {z_{1}-z_{2}}{z_{1}-z}}}}.}
将 {\displaystyle z} 替换为 {\displaystyle T} 时，更合适的做法是将右边的因子改为这样一个级数：
{\displaystyle (z_{1}-T)^{-1}\sum _{n\geq 0}\left((z_{1}-z_{2})(z_{1}-T)^{-1}\right)^{n}.}
它在{\displaystyle L(X)} 中收敛的条件是
{\displaystyle |z_{1}-z_{2}|<{\frac {1}{\left\|(z_{1}-T)^{-1}\right\|}},}
这就是其收敛半径。而它的收敛意味着 {\displaystyle (z_{2}-T)^{-1}} 的存在性，进而意味着 {\displaystyle z_{2}\in \rho (T)} 。
由此可知预解集 {\displaystyle \rho (T)} 是开集，预解映射在 {\displaystyle \rho (T)} 上解析。

#### 诺伊曼级数
{\displaystyle (z-T)^{-1}} 的另一个表达式也很有用。下面形式的表达式
{\displaystyle {\frac {1}{z-T}}={\frac {1}{z}}\cdot {\frac {1}{1-{\frac {T}{z}}}}}
可以注意到级数
{\displaystyle {\frac {1}{z}}\sum _{n\geq 0}\left({\frac {T}{z}}\right)^{n},}
即诺依曼级数，它收敛于 {\displaystyle (z-T)^{-1}} 的条件是
{\displaystyle \left\|{\frac {T}{z}}\right\|<1,\;{\text{i.e.}}\;|z|>\|T\|.}

#### 谱集的紧致性
从预解算子的上面的两个性质，可以推断出一个有界算子 {\displaystyle T} 的谱 {\displaystyle \sigma (T)} 是 {\displaystyle \mathbb {C} } 的紧子集。因此，对于任何满足 {\displaystyle D\supset \sigma (T)} 的开集  {\displaystyle D} ，存在一个正定向且光滑的若尔当曲线系 {\displaystyle \Gamma =\{\gamma _{1},\dots ,\gamma _{m}\}} 使得 {\displaystyle \sigma (T)} 在 {\displaystyle \Gamma } 的内部且 {\displaystyle D} 的补集在 {\displaystyle \Gamma } 的外部。因此，要定义一个函数演算，总能为每个在 {\displaystyle D} 上全纯的 {\displaystyle f} 找到合适的一族若尔当曲线。

### 积分围道的选取
前面的讨论已经表明该积分式是有意义的，即对于每个 {\displaystyle f} 确实存在一族合适的若尔当曲线 {\displaystyle \Gamma } 且积分确实在适当的意义上收敛。眼下尚未示明的是，函数演算是无歧义的，也就是说不依赖于 {\displaystyle \Gamma } 的选取。现在尝试解决这个问题。

#### 一个先导的结论
对于若尔当曲线的集合 {\displaystyle \Gamma =\{\gamma _{1},\dots ,\gamma _{m}\}} 和点 {\displaystyle a\in \mathbb {C} } ， {\displaystyle \Gamma } 相对于 {\displaystyle a} 的卷绕数是其成员各自的卷绕数之和。如果定义：
{\displaystyle n(\Gamma ,a)=\sum \nolimits _{i}n(\gamma _{i},a),}

就有柯西给出的以下定理：
定理  设 {\displaystyle G\subset \mathbb {C} } 为开集且 {\displaystyle \Gamma \subset G} ，此外有一全纯函数 {\displaystyle g:G\to \mathbb {C} } ，且对于补集中的 {\displaystyle a\in G^{-}=\mathbb {C} -G} 有 {\displaystyle n(\Gamma ,a)=0} ，那么 {\displaystyle g} 在 {\displaystyle \Gamma } 上的围道积分为零。
当 {\displaystyle g} 在 {\displaystyle L(X)} 中取值时，会需要这个结论的向量值版本。为此须考察全纯的 {\displaystyle g:G\to L(X)} ，而对 {\displaystyle \Gamma } 的要求则和前文保持相同。推广的思路是使用 {\displaystyle L(X)} 的对偶空间 {\displaystyle L(X)^{*}} ，从而得到标量并应用标量版本的柯西定理。
考虑积分
{\displaystyle \int _{\Gamma }g\in L(X),}
如果可以证明任一 {\displaystyle \varphi \in L(X)^{*}} 作用在这个积分上都得到零，那么积分本身就必须为零。由于 {\displaystyle \varphi } 有界且积分依范数收敛，可得：
{\displaystyle \phi \left(\int _{\Gamma }g\right)=\int _{\Gamma }\phi \circ g.}
但 {\displaystyle g} 是全纯的，因此复合 {\displaystyle \varphi \circ g:G\subset \mathbb {C} \to \mathbb {C} } 是全纯的，因此可以应用柯西定理：
{\displaystyle \int _{\Gamma }\phi \circ g=0.}

#### 回到主论题
令 {\displaystyle D} 为包含 {\displaystyle \sigma (T)} 的开集。假设有个符合前文要求的若尔当曲线系 {\displaystyle \Gamma =\{\gamma _{i}\},\Omega =\{\omega _{j}\}} ，所要证明的是
{\displaystyle \int _{\Gamma }{\frac {f(\zeta )}{\zeta -T}}\,d\zeta =\int _{\Omega }{\frac {f(\zeta )}{\zeta -T}}\,d\zeta .}
设反转 {\displaystyle \Omega } 中每个 {\displaystyle \omega _{j}}的定向所得到曲线系是 {\displaystyle \Omega '} ，则
{\displaystyle \int _{\Omega }{\frac {f(\zeta )}{\zeta -T}}\,d\zeta =-\int _{\Omega '}{\frac {f(\zeta )}{\zeta -T}}\,d\zeta .}
考虑两个曲线系的并集 {\displaystyle \Gamma \cup \Omega '} 。 {\displaystyle \Gamma \cup \Omega '} 和 {\displaystyle \sigma (T)} 都是紧的。因此存在某个开集 {\displaystyle U} 满足 {\displaystyle U\supset \Gamma \cup \Omega '} 且 {\displaystyle \sigma (T)\subset U^{-}} ，其中 {\displaystyle U^{-}} 是 {\displaystyle U} 的补集。 {\displaystyle U^{-}} 中的任意{\displaystyle a} 的卷绕数为 {\displaystyle n(\Gamma \cup \Omega ',a)=0}，并且函数
{\displaystyle \zeta \rightarrow {\frac {f(\zeta )}{\zeta -T}}}
在 {\displaystyle U} 上全纯。因此柯西定理的向量值版本给出
{\displaystyle \int _{\Gamma \cup \Omega '}{\frac {f(\zeta )}{\zeta -T}}\,d\zeta =0}
也就是说
{\displaystyle \int _{\Gamma }{\frac {f(\zeta )}{\zeta -T}}\,d\zeta +\int _{\Omega '}{\frac {f(\zeta )}{\zeta -T}}\,d\zeta =\int _{\Gamma }{\frac {f(\zeta )}{\zeta -T}}\,d\zeta -\int _{\Omega }{\frac {f(\zeta )}{\zeta -T}}\,d\zeta =0.}
于是证明了全纯函数演算所给出的算子与积分围道的选取无关。
因此，如果 {\displaystyle f_{1}} 和 {\displaystyle f_{2}} 是在 {\displaystyle \sigma (T)} 的邻域 {\displaystyle D_{1}} 和 {\displaystyle D_{2}} 上定义的两个全纯函数，并且它们在一个包含 {\displaystyle \sigma (T)} 的开集上相等，则 {\displaystyle f_{1}(T)=f_{2}(T)} 。此外，即使 {\displaystyle D_{1}} 可能不同于 {\displaystyle D_{1}} ，算子 {\displaystyle (f_{1}+f_{2})(T)} 也是良定义的，{\displaystyle (f_{1}\cdot f_{2})(T)} 也是如此。

### 关于在谱集上全纯的假定
到目前为止，这一假设的全部强度尚未得到充分利用。要使积分收敛，仅需要连续性。要使积分良定义，只需要 {\displaystyle f} 在包含围道 {\displaystyle \Gamma \cup \Omega '} 的开集 {\displaystyle U} 上是全纯的，而不必也要求在 {\displaystyle \sigma (T)} 上全纯。在展现函数演算的同态性质时，才会完整地用到该假定。

## 性质

### 多项式情况
映射 {\displaystyle f\mapsto f(T)} 的线性源自积分的收敛性以及巴拿赫空间上线性运算的连续性。
当 {\displaystyle f(z)=\sum _{0\leq k\leq m}a_{k}z^{k}} 是多项式时，便回到多项式函数演算的情况。为证明这一点，只需证明，当 {\displaystyle k\geq 0,f(z)=z^{k}} 时，有 {\displaystyle f(T)=T^{k}} 成立——也就是说等式
{\displaystyle {\frac {1}{2\pi i}}\int _{\Gamma }{\frac {\zeta ^{k}}{\zeta -T}}\,d\zeta =T^{k}}
对于任何包含 {\displaystyle \sigma (T)} 的适当的 {\displaystyle \Gamma } 成立。若选择 {\displaystyle \Gamma } 作为半径大于 {\displaystyle \|T\|} 的圆，前文已阐明此时可以将预解映射表示为一个幂级数
{\displaystyle (z-T)^{-1}={\frac {1}{z}}\sum _{n\geq 0}\left({\frac {T}{z}}\right)^{n}.}
将其代入要证的等式就得到
{\displaystyle f(T)={\frac {1}{2\pi i}}\int _{\Gamma }\left(\sum _{n\geq 0}{\frac {T^{n}}{\zeta ^{n+1-k}}}\right)\,d\zeta ,}
而这就是
{\displaystyle \sum _{n\geq 0}T^{n}\cdot {\frac {1}{2\pi i}}\left(\int _{\Gamma }{\frac {d\zeta }{\zeta ^{n+1-k}}}\right)=\sum _{n\geq 0}T^{n}\cdot \delta _{nk}=T^{k}.}
其中的 {\displaystyle \delta } 是克罗内克函数。

### 同态性质
对于任何满足适当假设的 {\displaystyle f_{1}} 和 {\displaystyle f_{2}} ，同态性质表明
{\displaystyle f_{1}(T)f_{2}(T)=(f_{1}\cdot f_{2})(T).\,}
将勾勒出一个论证，这会用到第一预解方程和对 {\displaystyle f} 的假设。首先，选择若尔当曲线使得 {\displaystyle \Gamma _{1}} 位于 {\displaystyle \Gamma _{2}} 的内部，这样做的用意之后就会揭晓。先直接计算得到：
{\displaystyle {\begin{aligned}f_{1}(T)f_{2}(T)&=\left({\frac {1}{2\pi i}}\int _{\Gamma _{1}}{\frac {f_{1}(\zeta )}{\zeta -T}}d\zeta \right)\left({\frac {1}{2\pi i}}\int _{\Gamma _{2}}{\frac {f_{2}(\omega )}{\omega -T}}\,d\omega \right)\\&={\frac {1}{(2\pi i)^{2}}}\int _{\Gamma _{1}}\int _{\Gamma _{2}}{\frac {f_{1}(\zeta )f_{2}(\omega )}{(\zeta -T)(\omega -T)}}\;d\omega \,d\zeta \\&={\frac {1}{(2\pi i)^{2}}}\int _{\Gamma _{1}}\int _{\Gamma _{2}}f_{1}(\zeta )f_{2}(\omega )\left({\frac {(\zeta -T)^{-1}-(\omega -T)^{-1}}{\omega -\zeta }}\right)d\omega \,d\zeta \\&={\frac {1}{(2\pi i)^{2}}}\left\{\left(\int _{\Gamma _{1}}{\frac {f_{1}(\zeta )}{\zeta -T}}\left[\int _{\Gamma _{2}}{\frac {f_{2}(\omega )}{\omega -\zeta }}d\omega \right]d\zeta \right)-\left(\int _{\Gamma _{2}}{\frac {f_{2}(\omega )}{\omega -T}}\left[\int _{\Gamma _{1}}{\frac {f_{1}(\zeta )}{\omega -\zeta }}d\zeta \right]d\omega \right)\right\}\\&={\frac {1}{(2\pi i)^{2}}}\int _{\Gamma _{1}}{\frac {f_{1}(\zeta )}{\zeta -T}}\left[\int _{\Gamma _{2}}{\frac {f_{2}(\omega )}{\omega -\zeta }}d\omega \right]d\zeta \end{aligned}}}
第三个等号用到了第一预解方程；最后一个等号是因为： {\displaystyle \omega \in \Gamma _{2}} 在 {\displaystyle \Gamma _{2}} 的外部，且 {\displaystyle f_{1}} 在 {\displaystyle \sigma (T)} 的某个开邻域上是全纯的，因此第二项为零。因此，可得：
{\displaystyle {\begin{aligned}f_{1}(T)f_{2}(T)&={\frac {1}{2\pi i}}\int _{\Gamma _{1}}{\frac {f_{1}(\zeta )}{\zeta -T}}\left[{\frac {1}{2\pi i}}\int _{\Gamma _{2}}{\frac {f_{2}(\omega )}{\omega -\zeta }}d\omega \right]d\zeta \\&={\frac {1}{2\pi i}}\int _{\Gamma _{1}}{\frac {f_{1}(\zeta )}{\zeta -T}}\left[f_{2}(\zeta )\right]d\zeta \\&={\frac {1}{2\pi i}}\int _{\Gamma _{1}}{\frac {f_{1}(\zeta )f_{2}(\zeta )}{\zeta -T}}d\zeta \\&=(f_{1}\cdot f_{2})(T)\end{aligned}}}
其中第二个等号用到柯西积分公式。
设有开集 {\displaystyle G} 满足 {\displaystyle \sigma (T)\subset G\subset \mathbb {C} } ， {\displaystyle G} 上的全纯函数序列 {\displaystyle \{f_{k}\}} 在 {\displaystyle G} 的每个紧子集上都一致收敛（也就是说，紧致收敛）。那么 {\displaystyle \{f_{k}(T)\}} 在 {\displaystyle L(X)} 中收敛，接下来说明这一点：
为简单起见，假设 {\displaystyle \Gamma } 仅由一条若尔当曲线组成。可作如下估计
{\displaystyle {\begin{aligned}\left\|f_{k}(T)-f_{l}(T)\right\|&={\frac {1}{2\pi }}\left\|\int _{\Gamma }{\frac {(f_{k}-f_{l})(\zeta )}{\zeta -T}}d\zeta \right\|\\&\leq {\frac {1}{2\pi }}\int _{\Gamma }\left|(f_{k}-f_{l})(\zeta )\right|\cdot \left\|(\zeta -T)^{-1}\right\|d\zeta \end{aligned}}}
通过结合一致收敛假设和各种连续性上的考量，可以看到当 {\displaystyle k,l\to \infty } 时，上式趋于 0 。所以 {\displaystyle \{f_{k}(T)\}} 是柯西序列，从而是收敛的。

### 唯一性
至此已证明了全纯函数演算 {\displaystyle f\mapsto f(T)} 具有以下性质：
1. 它延伸了多项式函数演算。
2. 它是从 {\displaystyle \sigma (T)} 的一个邻域上的全纯函数代数到 {\displaystyle L(X)} 的代数同态
3. 它保持紧集上的一致收敛。

可以证明满足上述性质的函数演算是唯一的。
值得注意的是，如果把有界算子族 {\displaystyle L(X)} 换成巴拿赫代数，那么至此的所有讨论都原封不动地保持成立。对于其中的元素，可以采用完全相同的方式定义函数演算。

## 谱理论的考量

### 谱映射定理
已知谱映射定理（spectral mapping theorem）对于多项式函数演算成立：对于任何多项式 {\displaystyle p} ，都有 {\displaystyle \sigma (p(T))=p(\sigma (T))} 。这可以推广到全纯函数演算，也就是说 {\displaystyle \sigma (f(T))=f(\sigma (T))} 。
为证明此式，考虑某一复数 {\displaystyle \mu } 。先考虑 {\displaystyle \mu \in f(\sigma (T))} 的情况，这情况意味着 {\displaystyle \exists \lambda \in \sigma (T),\mu =f(\lambda )} 。
由复分析的结果，存在 {\displaystyle \sigma (T)} 的邻域上的全纯函数 {\displaystyle g} 使得
{\displaystyle f(z)-\mu =(z-\lambda )g(z).}
根据同态性质，有
{\displaystyle f(T)-\mu =(T-\lambda )g(T)=g(T)(T-\lambda ).}
由于 {\displaystyle \lambda \in \sigma (T)} ， {\displaystyle T-\lambda } 是不可逆的，那么整个算子 {\displaystyle f(T)-\mu } 不可能有逆，也就是说 {\displaystyle \mu \in \sigma (f(T))} 。于是目前证明了 {\displaystyle \sigma (f(T))\supset f(\sigma (T))} 。
现在考虑 {\displaystyle \mu \notin f(\sigma (T))} 的情况，那么函数
{\displaystyle h(z)={\frac {1}{f(z)-\mu }}}
在  {\displaystyle \sigma (T)} 的邻域上全纯，于是根据同态性质可知
{\displaystyle h(T)(f(T)-\mu )=I=(f(T)-\mu )h(T),}
也就是说 {\displaystyle \mu \in \rho (f(T))} 或者说 {\displaystyle \mu \notin \sigma (f(T))} 。于是证明了 {\displaystyle \sigma (f(T))\subset f(\sigma (T))} ，进而证明了谱映射定理。

### 谱投影
谱投影的基本思想如下。设有 {\displaystyle K\subset \sigma (T)} ，而 {\displaystyle U,V} 分别是 {\displaystyle K,\sigma (T){\setminus }K} 的邻域且它们不相交。定义函数
{\displaystyle e(z)={\begin{cases}1&z\in U\\0&z\in V,\end{cases}}}
即 {\displaystyle U\cup V} 中子集 {\displaystyle U} 的指示函数。它是一个满足 {\displaystyle [e(z)]^{2}=e(z)} （幂等）的全纯函数。于是，对于 {\displaystyle U\cup V} 中的一个包含 {\displaystyle \sigma (T)} 的适当的围道 {\displaystyle \Gamma } ，下面的线性算子
{\displaystyle e(T)={\frac {1}{2\pi i}}\int _{\Gamma }{\frac {e(z)}{z-T}}\,dz}
将是一个与 {\displaystyle T} 对易的有界投影算子，且还将提供大量有用的信息。
实际上，当且仅当 {\displaystyle K} 在 {\displaystyle \sigma (T)} 上的子空间拓扑中既开又闭时，这种情况才得以可能。此外，可以安全地忽略集合 {\displaystyle V} ，因为 {\displaystyle e} 在其上的值为零从而对积分没有贡献。投影 {\displaystyle e(T)} 称为 {\displaystyle T} 在 {\displaystyle K} 处的谱投影，记为 {\displaystyle P(K;T)} 。因此，对于 {\displaystyle \sigma (T)} 的每个在子空间拓扑中既开又闭的子集 {\displaystyle K} ，都有一个相应的谱投影由下式给出
{\displaystyle P(K;T)={\frac {1}{2\pi i}}\int \nolimits _{\Gamma }{\frac {dz}{z-T}}}
其中 {\displaystyle \Gamma } 是包围 {\displaystyle K} 但不包围 {\displaystyle \sigma (T)} 的其他点的围道。
由于 {\displaystyle P(K;T)\triangleq P} 有界并与 {\displaystyle T} 对易，因此 {\displaystyle T} 可以按此投影来直和分解为 {\displaystyle T=U\oplus V} 的形式，其中 {\displaystyle U\in P(X),V\in (I-P)(X)} 。 {\displaystyle P(X),(I-P)(X)}是 {\displaystyle T} 的不变子空间，且 {\displaystyle \sigma (U)=K} 和 {\displaystyle \sigma (V)=\sigma (T){\setminus }K} 。一个关键性质在于其相互正交性。如果 {\displaystyle L} 是另一个（按 {\displaystyle \sigma (T)} 上子的空间拓扑的）既开又闭集，则
{\displaystyle P(K;T)P(L;T)=P(L;T)P(K;T)=P(K\cap L;T),}
而这在 {\displaystyle K} 和 {\displaystyle L} 不相交时为零。
谱投影有许多应用。 {\displaystyle \sigma (T)} 的任何孤立点在子空间拓扑中都是既开又闭的，因此具有相应的谱投影。当 {\displaystyle X} 的维度有限时， {\displaystyle \sigma (T)} 将由孤立点构成，于是所得的谱投影会给出若尔当块的一个变体，各不同的本征值会逐一对应到各若尔当块。下一节将更详细地讨论这种分解。
有时算子的谱投影会继承这个算子本身的一些性质。例如，如果 {\displaystyle T} 是谱半径为 {\displaystyle r} 的正矩阵，则佩龙—弗罗宾尼斯定理断言 {\displaystyle r\in \sigma (T)} 。相关的谱投影 {\displaystyle P(r;T)\triangleq P} 也是正的，并且由相互正交性可知其他的谱投影都不可能具有正的行或列。事实上 {\displaystyle TP=rP} ，且随着 {\displaystyle n\to \infty } 有 {\displaystyle (T/r)^{n}\to P} 。也就是说，随着 {\displaystyle n} 的增加，此投影 {\displaystyle P} （称为佩龙投影）逼近于 {\displaystyle (T/r)^{n}} ，且其每一列都是 {\displaystyle T} 的本征向量。
更一般地，如果 {\displaystyle T} 是紧算子，则  {\displaystyle \sigma (T)} 中的所有非零点都是孤立的，从而它们的任何有限子集都可以用于分解 {\displaystyle T} ，而相应的谱投影始终是有限秩的。 {\displaystyle L(X)} 中具有相似谱特性的算子是所谓里斯算子。里斯算子中的许多类（包括紧算子）都是 {\displaystyle L(X)} 中的理想，并创造了一个丰饶的研究领域。然而，如果 {\displaystyle X} 是一个希尔伯特空间，则 里斯算子和有限秩算子之间恰好夹有一个闭的理想。
前面的大部分讨论都可以在复巴拿赫代数这一更为一般的背景下进行。这时谱投影被称为谱幂等元，因为可能不再有空间可供它们投影。

### 不变子空间分解
如果谱 {\displaystyle \sigma (T)} 不是连通的，则可以使用函数演算将 {\displaystyle X} 分解为 {\displaystyle T} 的不变子空间。设 {\displaystyle \sigma (T)} 是如下连通分量的不交并
{\displaystyle \sigma (T)=\bigcup _{i=1}^{m}F_{i}.}
设 {\displaystyle e_{i}} 是连通分量 {\displaystyle F_{i}} 的某个邻域的指示函数。根据同态性质，各个 {\displaystyle e_{i}(T)}  都是投影算子。事实上它就是上文说过的谱投影 {\displaystyle P(F_{i};T)} 。 {\displaystyle e_{i}(T)T=Te_{i}(T)} 这一关系表明值域 {\displaystyle \{e_{i}(T)|T\in X\}\triangleq X_{i}} 是 {\displaystyle T} 的不变子空间。
由于
{\displaystyle \sum _{i}e_{i}(T)=I,\,}
{\displaystyle X} 可以用这些互补的子空间来表示：
{\displaystyle X=\sum _{i}X_{i}.\,}
类似地，如果 {\displaystyle T_{i}} 是限制于 {\displaystyle X_{i}} 上的 {\displaystyle T} ，则有
{\displaystyle T=\sum _{i}T_{i}.\,}
为直和空间
{\displaystyle X'=\bigoplus _{i}X_{i}.}
配备范数
{\displaystyle \left\|\bigoplus _{i}x_{i}\right\|=\sum _{i}\|x_{i}\|,}
于是 {\displaystyle X'} 就成为一个巴拿赫空间。其上的一个映射 
{\displaystyle R:X'\to X:\bigoplus _{i}x_{i}\mapsto \sum _{i}x_{i}}
是一个巴拿赫空间同构，并且可以看到
{\displaystyle RTR^{-1}=\bigoplus _{i}T_{i}.}
这可以看作是 {\displaystyle T} 的分块对角化。
当 {\displaystyle X} 维度有限时， {\displaystyle \sigma (T)=\{\lambda _{i}\}} 是复平面的有限子集。令 {\displaystyle e_{i}} 是仅包含一个谱点（记作 {\displaystyle \lambda _{i}} ）的一个开圆盘的指示函数，那么对应的分块对角矩阵 {\displaystyle \oplus _{i}T_{i}} 即 {\displaystyle T} 的若尔当标准型。

## 相关结果
借助更强的假设，如 {\displaystyle T} 是希尔伯特空间上的正规算子时，函数演算的定义域可以得到推广。要比较两个结果，可以粗略地类比于正规矩阵的谱定理和若尔当标准型之间的关系。当 {\displaystyle T} 是正规算子时，可以得到连续函数演算，即可以基于定义在 {\displaystyle \sigma (T)} 上的连续函数 {\displaystyle f} 来计算 {\displaystyle f(T)} 。基于测度论，函数演算的定义域可以推广到可测函数，即博雷尔函数演算。这种情况下，设 {\displaystyle E\subset \sigma (T)} 是博雷尔集而 {\displaystyle 1_{E}} 是其指示函数，那么投影算子 {\displaystyle 1_{E}(T)} 就对应于上面所讨论的 {\displaystyle e_{i}(T)} 。
博雷尔函数演算可推广到希尔伯特空间上的无界自伴算子。
用稍微抽象一点的语言来说，全纯函数演算可以用与上文基本相同的论述来扩展到巴拿赫代数的任何元素。类似地，连续函数演算适用于任何C* 代数中的正规元，而可测函数演算适用于任何冯诺依曼代数中的正规元。

### 无界算子
对于具有非空预解集的无界闭算子，可以以类似的方式定义全纯函数演算。

## 引注
1. ↑  Takesaki, Masamichi (编). . . New York, NY: Springer New York. 1979. Proposition 2.8. ISBN 978-1-4612-6190-2. doi:10.1007/978-1-4612-6188-9 （英语）.